# Brlog (Otočac)
Brlog je naselje u Hrvatskoj, u Ličko-senjskoj županiji. 

## Zemljopis
Brlog je naselje blizu Otočca.

## Povijest
Selo Brlog bilo je bitnim mjestom u Domovinskom ratu. Iako je velikosrpski agresor poražen u borbama za Otočac, uspješno odbačen od Otočca akcijom kodnog naziva Medvid, sigurnosno stanje u Brloškoj dolini nije bilo na razini da bi se moglo nazvati dobrim. Zbog specifičnog položaja Starog Sela koje je bilo bočno uklinjeno otočačkim braniteljima, i dalje su postojali preduvjeti da agresor s malo većim snagama može vratiti izgubljene položaje i čak prodrijeti u samo gradsko središte, odnosno zauzeti Otočac. Tako ni oslobođena prometnica Senj − Brinje nije još uvijek bila sigurna za korištenje, jer su agresori s Velike Grede gađali prometnicu. To stanje nije smjelo potrajati te su hrvatske snage uskoro poduzele operaciju kodnog imena Drenjula.

## Kultura
Pravoslavna crkva u Brlogu zove se hram Sv. Save. Crkva je izgrađena 1740.
U mjestu Brlog-Place nalazila se je katolička crkva Pohođenja Blažene Djevice Marije Elizabeti koju su ratnici armije JNA u Domovinskom ratu gađali netrzajnim topom zbog čega se crkva zapalila.

## Stanovništvo
- 2001. – 127
- 1991. – 411 (Srbi – 303, Hrvati – 94, ostali – 14)
- 1981. – 483 (Srbi – 276, Hrvati – 110, Jugoslaveni – 90, ostali – 7)
- 1971. – 525 (Srbi – 398, Hrvati – 119, ostali – 8)

| broj stanovnika | 989   | 1871  | 1259  | 1180  | 1292  | 1326  | 1572  | 1179  | 827   | 801   | 756   | 525   | 483   | 411   | 127   | 279   | 256   |
|                 | 1857. | 1869. | 1880. | 1890. | 1900. | 1910. | 1921. | 1931. | 1948. | 1953. | 1961. | 1971. | 1981. | 1991. | 2001. | 2011. | 2021. |